# Financiële gelijkstelling
De financiële gelijkstelling is een begrip in de bekostiging van het Nederlandse onderwijs.
Nederland kent een zogenoemd duaal stelsel van onderwijsvoorzieningen. Er zijn openbare en bijzondere scholen. De openbare scholen staan (meestal indirect) onder toezicht van publieke overheden (gemeenten). De meeste openbare scholen worden bestuurd door Colleges van Bestuur, die worden benoemd door hun Raad van Toezicht. De leden van de Raad van Toezicht worden benoemd door de gemeenteraad. De bijzondere scholen staan onder toezicht van en worden bestuurd door het particulier initiatief. In beginsel kunnen alle groepen in Nederland, mits voldaan is aan de daartoe strekkende voorwaarden, onderwijsvoorzieningen krijgen. De financiële gelijkstelling betekent dat men dezelfde rechten heeft als de openbare scholen en ook het bijzonder onderwijs uit de algemene middelen wordt betaald.
Dit stelsel is tot stand gekomen in de grondwet van 1917 en de Onderwijswet van 1920 na een strijd van ruim 100 jaar, de zogenoemde schoolstrijd.